# ويليام ادمون روبنسون
ويليام ادمون روبنسون (بالإنجليزية: William Edmond Robinson)‏ هو سياسي أمريكي، ولد في 1 يونيو 1920 بمقاطعة سانت فرانسوا في الولايات المتحدة، وتوفي في 16 أكتوبر 1992. حزبياً، نشط في الحزب الديمقراطي.